# La Frontière de l'infidélité

La Frontière de l'infidélité (Suburban Madness) est un téléfilm américain réalisé par Robert Dornhelm et diffusé en 2004.

## Fiche technique
- Titre original : Suburban Madness
- Scénario : Skip Hollandsworth, Kimberlee Reed
- Durée : 120 min
- Pays :  États-Unis

## Distribution
- Sela Ward (VF : Céline Monsarrat) : Bobbi Bacha
- Elizabeth Peña (VF : Odile Schmitt) : Clara Harris
- Rheagan Wallace (VF : Marie Giraudon) : Amy Harris
- Kate Greenhouse (VF : Sybille Tureau) : Rebecca 'Lisa' Singer
- Kirsten Bishopric : Pam Wright
- Brett Cullen (VF : Patrick Osmond) : David Harris
- Janaya Stephens : Cassie Bascha
- Matt Cooke : Lucas Basha
- Martha MacIsaac (VF : Sandrine Cohen) : Vivian Leigh Bacha
- Paul Calderon : Derek Basha
- April Mullen (VF : Edwige Lemoine) : Jesse James
- Jayne Eastwood (VF : Sylvie Genty) : Sheila
- Shari-Lyn Safir : Shannon Lewis
- David Gardner : Monte Harris
- Anna Ferguson : Judy Harris
- Alexander Drogemuller : Tanner Harris
- Christopher Drogemuller : J.T. Harris
- Jenny Whitely : Chanteuse de country
- Richard Waugh : Danny Caine
- Jeff Clarke : Mike Singer
- Amy Price-Francis : Joan
- Michele Duquet : Brenda
- Carolyn Dunn : Ashley
- Christian Lloyd : Vendeur de café

 Source et légende : version française (VF) sur RS Doublage et selon le carton du doublage français télévisuel.